# Marienkloster (Niederau)

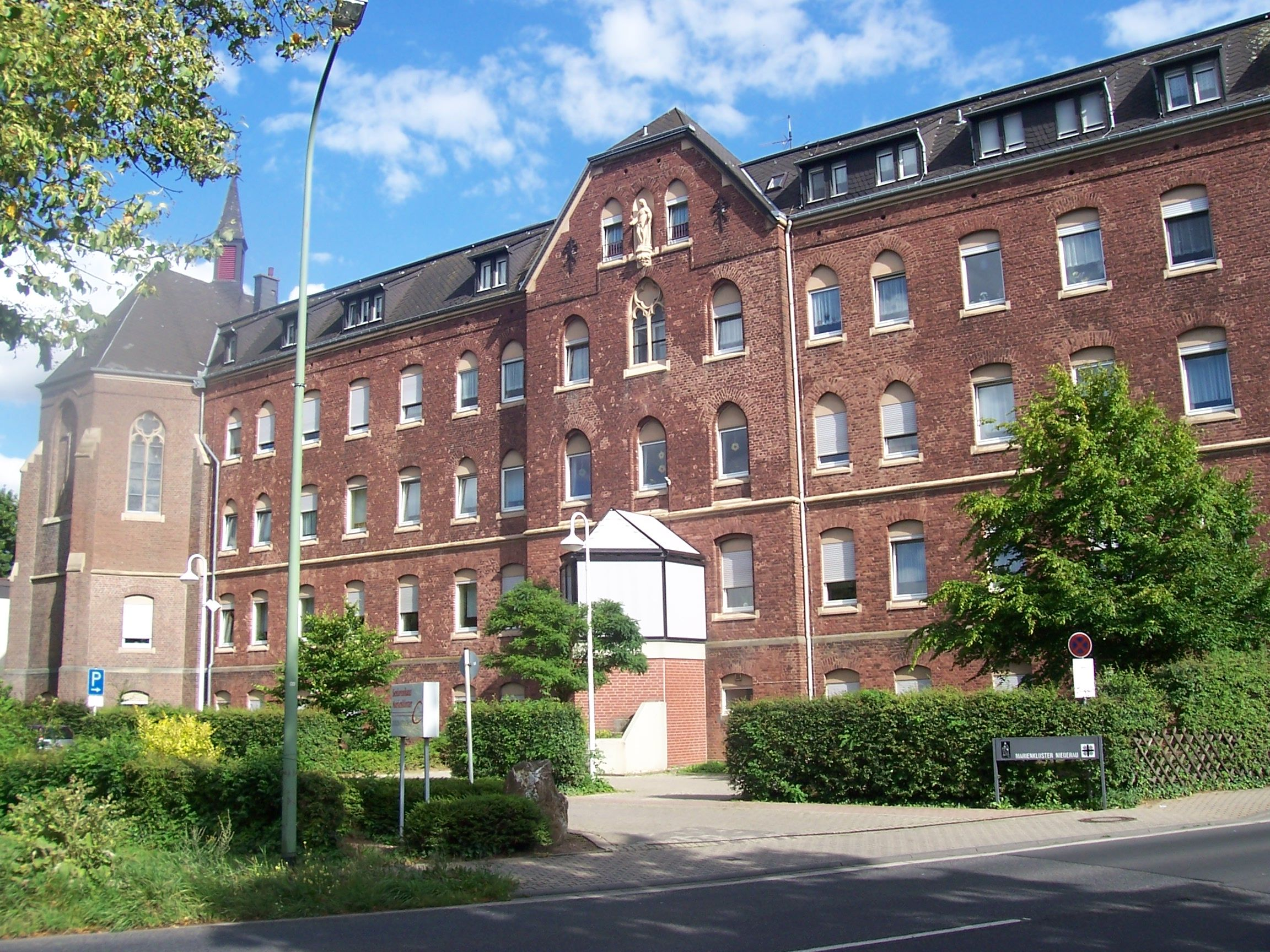
Marienkloster

Das Marienkloster steht im Ortsteil Niederau der Stadt Düren in Nordrhein-Westfalen.
Am 31. Mai 1908 wurde der Grundstein für das Kloster der Cellitinnen von der Hl. Gertrud gelegt.  Das Marienkloster wurde im November 1909 als Noviziatskloster in Niederau eingeweiht. Im Auftrage der kirchlichen Behörde vollzog der erzbischöfliche Kommissar des Ordens, Pfarrer Odenthal, die feierlichen Zeremonien. Die Grundsteinkurkunde hat folgenden Text:
Möge der Bau, der auf diesem Stein errichtet wird, sein und bleiben ein Haus des Gebetes, des Opfers und der werktätigen Liebe, ein "geistiges Haus", wie der hl. Petrus mahnt, errichtet über dem "lebendigen Eckstein", zu dem wie der hl. Petrus mahnt, ihr hinzutreten sollt. Und werdet auch ihr als lebendige Steine gebaut, auf ihn, als ein geistiger Tempel, um geistige Opfer darzubringen, die Gott wohlgefällig sind durch Jesus Christus.
An das römisch-katholische Kloster angeschlossen war eine Kleinkinderverwahranstalt. Außerdem wurden Exerzitien abgehalten. 1910 nahmen 180 Jungfrauen an solchen Exerzitien teil. Während des Ersten Weltkrieges wurden im Kloster insgesamt 1847 Verwundete gepflegt. Im Jahre 1915 wurde dem Kloster eine Lourdesgrotte gestiftet.
Infolge der feindlichen Besatzung wurden viele Beamte der deutschen Reichsbahn aus ihren Wohnungen vertrieben bzw. ausgewiesen. Sie mussten zum größten Teil in Anstalten, Gasthäusern und Klöstern untergebracht werden. So waren auch im Marienkloster  von Mitte 1923 bis Mitte Januar 1925 Familien untergebracht.
Im Zweiten Weltkrieg war das Kloster zeitweise als Hilfskrankenhaus beschlagnahmt. Im November 1944 wurden das Haus von den  Ordensschwestern evakuiert. Über Euskirchen ging es nach Paderborn. Nach den Kriegszerstörungen erfolgt der Wiederaufbau. Schon am 15. Juli 1946 wurde der Kindergarten wieder eröffnet. 1947 wurde das Marienkloster zu einem Altersheim umgebaut. In den 1960er Jahren wurde ein Seniorenheim angebaut. 1998 übernahmen die Cellitinnen zur Hl. Maria die Trägerschaft der Einrichtung.
Heute sind im Seniorenhaus bis zu 105 ältere Menschen untergebracht. Sie werden von Cellitinnen und weltlichem Pflegepersonal betreut.